# Super Bowl XLII
A Super Bowl XLII a 2007-es National Football League bajnoki szezon döntője volt. A meccset a Glendale (Arizona)-i University of Phoenix Stadionban, Arizonában játszották 2008. február 3-án.

## A döntő résztvevői
A New England Patriots veretlenül jutott be a fináléba. A Patriots lett az első csapat az NFL történetében, akinek sikerült 16-0-s mutatóval befejeznie az alapszakaszt, és az első veretlen csapat az 1972-es Miami Dolphins 14–0-s szezonja óta. A Giants nagyszerű játékkal legyőzte a Patriots-ot, így nem sikerült megdönteni az 1972-es Miami Dolphins tökéletes szezonját. Ezzel a vereséggel a Patriots a harmadik csapat, amelyik 18–1-es mutatóval fejezte be a szezont, az 1984-es San Francisco 49ers és az 1985-ös Chicago Bears mellett.

## Összegzés
- 1. negyed
  - NYG - Lawrence Tynes 32 yard field goal, 5:01. Giants 3-0. Drive: 16 play, 63 yard, 9:59.
- 2. negyed
  - NE - Laurence Maroney 1 yard futás (Stephen Gostkowski rúgása), 14:57. Patriots 7-3. Drive: 12 play, 56 yard, 5:04.
- 3. negyed
  - Semmi
- 4. negyed
  - NYG - David Tyree 5 yard passz Eli Manningtől (Lawrence Tynes rúgása), 11:05. Giants 10-7. Drive: 6 play, 80 yard, 3:47.
  - NE - Randy Moss 6 yard passz Tom Bradytől (Stephen Gostkowski rúgása), 2:42. Patriots 14-10. Drive: 12 play, 80 yard, 5:15.
  - NYG - Plaxico Burress 13 yard passz Eli Manningtől (Lawrence Tynes rúgása), 0:35. Giants 17-14. Drive: 12 play, 83 yard, 2:10.

## Statisztikák

### Összehasonlítás
Forrás:
|                            | New York Giants | New England Patriots |
| -------------------------- | --------------- | -------------------- |
| First down                 | 17              | 22                   |
| Third down arány           | 8/16            | 7/14                 |
| Fourth down arány          | 1-1             | 0-2                  |
| Összes yard                | 338             | 274                  |
| Passzolt yard              | 247             | 229                  |
| Sikeres passzok/kísérletek | 19/34           | 29/48                |
| Futott yard                | 91              | 45                   |
| Futás kísérlet             | 26              | 16                   |
| Yard futásonként           | 3.5             | 2.8                  |
| Büntetések-yard            | 4-36            | 5-35                 |
| Sacks against              | 3-8             | 5-37                 |
| Turnover                   | 1               | 1                    |
| Fumble-elvesztett          | 2-0             | 1-1                  |
| Interception               | 1               | 0                    |
| Labdabirtoklás             | 30:27           | 29:33                |

### Egyéni statisztikák
Forrás:
| Giants Passz    | Giants Passz | Giants Passz | Giants Passz | Giants Passz |
|                 | C/ATT*       | Yds          | TD           | INT          |
| --------------- | ------------ | ------------ | ------------ | ------------ |
| Eli Manning     | 19/34        | 255          | 2            | 1            |
| Giants futás    |              |              |              |              |
|                 | Cara         | Yds          | TD           | LGb          |
| Ahmad Bradshaw  | 9            | 45           | 0            | 13           |
| Brandon Jacobs  | 14           | 42           | 0            | 7            |
| Giants elkapás  |              |              |              |              |
|                 | Recc         | Yds          | TD           | LGb          |
| Amani Toomer    | 6            | 84           | 0            | 38           |
| Steve Smith     | 5            | 50           | 0            | 17           |
| Kevin Boss      | 1            | 45           | 0            | 45           |
| David Tyree     | 3            | 43           | 1            | 32           |
| Plaxico Burress | 2            | 27           | 1            | 14           |

| Patriots Passz   | Patriots Passz | Patriots Passz | Patriots Passz | Patriots Passz |
|                  | C/ATT*         | Yds            | TD             | INT            |
| ---------------- | -------------- | -------------- | -------------- | -------------- |
| Tom Brady        | 29/48          | 266            | 1              | 0              |
| Patriots futás   |                |                |                |                |
|                  | Cara           | Yds            | TD             | LGb            |
| Laurence Maroney | 14             | 36             | 1              | 9              |
| Kevin Faulk      | 1              | 7              | 0              | 7              |
| Patriots elkapás |                |                |                |                |
|                  | Recc           | Yds            | TD             | LGb            |
| Wes Welker       | 11             | 103            | 0              | 19             |
| Randy Moss       | 5              | 62             | 1              | 18             |
| Kevin Faulk      | 7              | 52             | 0              | 14             |
| Donté Stallworth | 3              | 34             | 0              | 18             |
| Laurence Maroney | 2              | 12             | 0              | 8              |

*Sikeres/Kísérlet
aFutások
bHosszú játék
cElkapások

## Közvetítések

### Amerikai közvetítések
Az Egyesült Államokban a FOX tv közvetítette a Super Bowlt HD felbontásban. Kanadában a CTV és az NTV andolul, az RDS franciául közvetített.

### Amerikán kívüli közvetítések
| Ország              | Közvetítő                         | Csatorna                        | Megjegyzések                                                           |
| High Definition     | High Definition                   | High Definition                 | High Definition                                                        |
| ------------------- | --------------------------------- | ------------------------------- | ---------------------------------------------------------------------- |
| Chile               | VTR Globalcom                     | ViveHD                          | Fox Sports feed                                                        |
| Lengyelország       | Canal+ Poland                     | Canal+ Sport HD                 |                                                                        |
| Svéd                | Viasat                            | Viasat Sport HD                 |                                                                        |
| Törökország         | Digiturk +                        | FOX Sports HD                   | HD Satellite broadcasting                                              |
| Angol               | BSkyB                             | Sky Sports HD1                  | Fox Sports feed                                                        |
| Standard Definition |                                   |                                 |                                                                        |
| Ausztrál            | SBS                               | SBS TV                          | Free-to-air, NFL International feed                                    |
| Ausztrál            | Foxtel                            | Fox Sports 2                    | Fox Sports feed                                                        |
| Ausztria            | ORF                               | ORF1                            | Free-to-air, English commentary available                              |
| Brazil              | Grupo Bandeirantes de Comunicação | Band Sports                     | Free-to-air                                                            |
| Kína                | Shanghai Media Group              | Sports Channel                  | Free-to-air                                                            |
| Ciprus              | METV                              | METV                            | Fox Sports feed                                                        |
| Horvát              | Sportklub                         | Sportklub                       | IPTV & Satellite                                                       |
| Cseh                | Galaxie Sport                     | Galaxie Sport                   | Cable                                                                  |
| Dánia               | Viasat                            | TV3+ Denmark                    | Cable/Satellite                                                        |
| Finn                | MTV3                              | MTV3                            | Free-to-air                                                            |
| Franciaország       | France Télévisions                | France 2                        | Free-to-air                                                            |
| Németország         | ARD                               | Das Erste                       | Free-to-air                                                            |
| Németország         | Premiere                          | NASN                            |                                                                        |
| Görögország         | NOVA Greece                       | SuperSport5                     |                                                                        |
| Magyarország        | Sport TV                          | Sport1                          |                                                                        |
| Izland              | Sýn                               | Sýn                             |                                                                        |
| India               | Ten Sports                        | Ten Sports                      |                                                                        |
| [ 7 ]               | TV3                               | TV3                             | Free-to-air                                                            |
| Izrael              | Fox Sports                        | Fox Sports                      | Fox Sports feed                                                        |
| Japán               | NHK BS-1                          | NHK BS-1                        |                                                                        |
| Új-Zéland           | Sky Network Television            | Sky Sports 1                    | Satellite                                                              |
| [ 8 ]               | Viasat                            | SportN                          |                                                                        |
| [ 9 ]               | Ten Sports                        | Ten Sports                      | Cable                                                                  |
| Fülöp-szigetek      | Solar Sports                      | Solar Sports                    | Cable                                                                  |
| Lengyelország       | Canal+ Poland                     | Canal+ Sport                    |                                                                        |
| Portugália          | SportTV                           | SportTV 1                       |                                                                        |
| Portugália          | NASN                              | NASN                            |                                                                        |
| Románia             | Sport 1                           |                                 |                                                                        |
| Oroszország         | NTV Plus                          | НТВ-ПЛЮС Спорт (NTV Plus Sport) | Free-to-air                                                            |
| Szerbia · Szlovénia | Sportklub                         | Sportklub                       | Cable                                                                  |
| Dél-Korea           | SBS                               |                                 |                                                                        |
| Svéd                | Modern Times Group                | TV6                             |                                                                        |
| Svéd                | Viasat                            | Viasat Sport 1                  |                                                                        |
| Törökország         | Digiturk                          | FOX Sports                      | Satellite broadcasting                                                 |
| Thaiföld            | TrueVisions                       | True Sport 4                    |                                                                        |
| Anglia              | BBC                               | BBC Two                         | Free-to-air, NFL International feed                                    |
| Anglia              | BSkyB                             | Sky Sports 1                    | Fox Sports feed                                                        |
| US Armed Forces     | American Forces Network           | AFN sports                      |                                                                        |
| US Armed Forces     | Raytheon IIS                      | Raytheon IIS                    | Satellite broadcast to US Navy and Marine vessels in the Pacific Ocean |